# Sjarhej Kalamojez
Sjarhej Wiktarawitsch Kalamojez (belarussisch Сяргей Віктаравіч Каламоец; bei der IAAF englisch Siarhei Kalamoyets; * 11. August 1989 in Hrodna, BSSR, Sowjetunion) ist ein belarussischer Hammerwerfer.

## Sportliche Laufbahn
Erste internationale Erfahrungen sammelte Kalamojez bei den Juniorenweltmeisterschaften 2008 im polnischen Bydgoszcz, bei denen er mit 74,22 m den fünften Platz belegte. Ein jahr darauf wurde er bei den U23-Europameisterschaften in Kaunas mit einer Weite von 65,62 m Elfter. Zwei Jahre später belegte er bei den U23-Europameisterschaften in Ostrava mit 71,84 m Rang sechs und wurde Vierter bei der Sommer-Universiade im chinesischen Shenzhen mit 72,23 m. 2013 belegte er bei den Studentenweltspielen in Kasan mit 74,18 m Platz sechs und 2014 scheiterte er bei den Europameisterschaften in Zürich mit 72,14 m in der Qualifikation.
Kalamojez’ bisher größter Erfolg ist der Gewinn der Bronzemedaille bei der Sommer-Universiade 2015 im koreanischen Gwangju, bei der er sich mit einer Wurfweite von 74,68 m nur dem erstplatzierten Polen Paweł Fajdek (80,05 m) und seinem an zweiter Stelle positionierten Landsmann Pawel Barejscha (75,75 m) geschlagen geben musste. Bei den Europameisterschaften 2016 in Amsterdam scheiterte Kalamojez an seiner Konkurrenz und musste sich bei geworfenen 74,65 m und somit mehr als sechs Metern Unterschied zur erzielten Weite des Goldmedaillengewinners Paweł Fajdek aus Polen (80,93 m) letztlich mit dem sechsten Rang begnügen. Daraufhin nahm er an den Olympischen Spielen in Rio de Janeiro teil und belegte dort im Finale mit einem Wurf auf 74,22 m den neunten Platz. 2017 qualifizierte er sich erstmals für die Weltmeisterschaften in London, bei denen er mit 71,90 m in der Qualifikationsrunde ausschied.
Kalamojez absolvierte sein Studium an der Staatlichen Technologischen Universität Wizebsk.